# 黒姫山秀男
黒姫山 秀男（くろひめやま ひでお、1948年11月12日 - 2019年4月25日）は、新潟県西頸城郡青海町（現在の糸魚川市）出身で立浪部屋に所属した元大相撲力士。本名は田中 秀男（たなか ひでお）。現役時代の体格は182cm、147kg。得意手は押し、右四つ、寄り。最高位は東関脇。四股名の由来は出身地旧青海町の黒姫山から。

## 来歴
幼少期はプロレスラーに憧れており、プロレスの新聞記事の切り抜きを集めたり、兄弟とプロレスごっこをして過ごしていた。出稼ぎに出た父親が戻ってこず、中学卒業後に家の家計を助けるために大相撲入りを決断し、1964年3月場所において初土俵を踏んだ。
入門前の田中にとってヒーローはとにかく力道山であり、相撲は全く好きではなかった。師匠（元横綱・羽黒山）が自身と同じ新潟県出身の横綱であり、そもそも力道山が元力士であると知ったのも立浪部屋に入門してからである。入門のきっかけは中学の担任教師に部屋見学を勧められたことだったが、もし力道山に勧誘されていたら間違いなくプロレスに進んでいたという。現役時代の記事に、小学生の頃に新潟出身の立浪部屋力士が序二段優勝を果たしたのを新聞で知って相撲界を志したという立志伝があるが、田中はこれを「虚偽」と否定している。
黒姫山の四股名は師匠による命名で、師匠が田中に「故郷の近くに山でもあるか」と訊ねた際、田中が「黒姫山があります」と答えたことで決まった。「黒」は黒星に通じることから四股名に使うことは嫌われていたが、田中や黒瀬川の活躍により徐々に縁起の悪さが払拭された。
入門当初の立浪部屋には60人ほどの所属力士がおり、序ノ口、序二段の力士は午前3時に起きて、布団を片付けて掃除を行い、体を動かして4時に土俵に上がるものであった。5時半には三段目、6時半には幕下、7時半には関取衆も加わってきて、それぞれに指導する流れであった。黒姫山自身は小学5年生から中学卒業まで午前5時に起きて家を出て毎日、新聞配達をしていたため、早起きは全く苦にはならなかった。立浪が稽古場に来るのは午前8時ごろであり、立浪が来ると稽古場が静まり返って緊張感が漂った。指導は部屋付き親方がするため立浪はほとんど口を出さないが、稽古の足りない力士には「やれ!」と声を掛け、「そろそろどうですか」と言っても立浪が許可を出すまで「ダメだ」と稽古は終わらなかった。四股や鉄砲の型がおかしいと、部屋付の親方衆は熱心に指導し直してくれた。羽黒川や武隈が黒姫山の指導係を行い、その2人には「こういうときには、どうすればいいですか?」と自分から質問を返すこともできた。
付き人としては審判部時代の時津山、現役末期の頃の安念山、大関から平幕に陥落していた頃の若羽黒に付いていた。新潟弁が顕著である師匠の通訳のような立場でもあったといい、黒姫山は立浪に怒られたことがなかった。地方場所では付け人でもないのに給仕をしたほど2人は親密であった。ある時に立浪は晩酌のウイスキーを水割りで飲んでいたが、箸で混ぜるので食べカスが底に溜まってしまっていた。本人は自覚がなかったのか、時代的な衛生観念の低さがあったのか、それを黒姫山に飲ませるなどしていた。
熱心な指導を行う周囲のおかげで以降は、順調に出世して1969年3月場所に新十両へ昇進し、同年7月場所に新入幕を果たした。その7月場所では4勝11敗と大敗して十両に陥落するが、1場所で幕内へ復帰してからは幕内に定着する。1970年11月場所には新三役となる西小結へと昇進、その11月場所では6勝9敗と負け越したものの、5日目には大横綱の大鵬を突き落としで破った。立合いからのぶちかましは強烈で、出足の鋭さも生かして横綱の北の湖を電車道で押し出すほどであった。黒姫山のそのぶちかましの威力から、蒸気機関車の代名詞でもある「デゴイチ」の異名をとった。また黒姫山は額の広いことでも知られ、「デボネア」とのあだ名もあった。横綱・大関陣との対戦でも必殺のぶちかましで活躍し、横綱の北の湖に8勝26敗、輪島に7勝24敗、若乃花には5勝18敗、三重ノ海には13勝21敗という成績を残し、金星を6個獲得して殊勲賞を4回受賞した。大関時代の大受には3戦3勝し、大関の貴ノ花には通算で16勝23敗と上位陣に対してほぼ互角に戦った。
1973年、立浪部屋の部屋付き親方である年寄・11代武隈（元関脇・北の洋）の長女と結婚して娘婿となった。
組んでも右差しからの寄りがあり、黒姫山も一時期は大関候補として名前が挙がるほどであったが、出足が止まると攻め手がなく苦戦した。大勝が少なく三役での二桁勝利は一度もなかったが、1974年1月場所から翌1975年の3月場所と、1976年11月場所から翌1977年7月場所まで小結～関脇の地位を保ち、意地を見せている。1980年代に入っても幕内に在位していたものの、1981年9月場所に十両へ陥落、1982年1月場所に西十両8枚目の位置で12日目に2勝10敗となって幕下への陥落が濃厚となり、その取組後に引退を表明して年寄・錦島を襲名した。（場所中の引退の場合は、最後が不戦敗となることが多いが、黒姫山は翌日の取組編成が行われる前に引退届を提出したため、翌日の取組には名前は無かった。）
以降、山響・出来山・北陣を経て1988年2月に岳父の定年退職に伴って年寄・12代武隈を襲名、年寄・山響を名乗っていた当時、殺虫剤「コックローチS」（大日本除虫菊）のCMに大島渚、梨元勝と共に子供役で出演している。日本相撲協会では、1998年の役員選挙で監事に無投票当選して1期2年務めたが、2000年の役員選挙では8代八角（元横綱・北勝海）が監事に当選したために落選している。
1999年2月、当時準年寄であった旭豊が年寄・7代立浪を襲名して立浪部屋を継承したため、長男の羽黒灘と次男の羽黒國を連れて立浪部屋から分家独立して武隈部屋を創設した。年齢も最高位も7代立浪を上回る年寄が部屋にいては7代立浪がやりにくいだろうという理由で立浪部屋を離れたのだと、当時は見られていた。新弟子は一切取らず、羽黒國が引退して所属力士が不在となった2004年3月場所後に部屋を閉鎖して、自身は友綱部屋へと移籍した。
指導者としては「現役を終えてからの生き方がより大事だ」という信念を説いていた。
長らくNHKラジオ第1放送の大相撲中継において千秋楽当日に解説を務めるのが恒例となっており、2013年11月場所千秋楽における同番組での解説が年寄在任時の最後の仕事となった。同場所千秋楽となった2013年11月24日に日本相撲協会を停年退職し、1961年1月から年寄の停年制が導入されて以降では通算100人目となる停年退職者となった。
停年後は「NHK G-Media 大相撲ジャーナル」2015年秋場所展望号（9月発行）より、「“デゴイチ”黒姫山の○場所展望」などのコラム連載がスタートした。阿武咲や貴景勝などが活躍すると「廻しを取らずに押すべきだ」という趣旨の助言を相撲雑誌に寄せた。
2016年、孫（長男・元羽黒灘の子）の田中虎之介が第27回全国都道府県中学生相撲選手権の個人無差別級で新潟代表として優勝。境川部屋に入門し、「田中山」の四股名で2018年5月場所に初土俵を踏んでいる、自身の出身部屋と関係の無い境川部屋に孫の虎之介が入門したことには、自身の「稽古の厳しい部屋で鍛えてほしい」との意向が関係している。これにより義父の北の洋から数えて親子4代、さらに自身から数えると娘婿を挟まない形での純然たる親子3代力士の誕生となった。
2019年4月25日22時30分、肺炎のため70歳で死去した。長男の元羽黒灘が翌26日にTwitterで公表した。ツイートによると、2018年3月に脳梗塞で倒れ、リハビリ中であったという。インターネット放送「AbemaTV 大相撲LIVE」で2018年3月場所の解説者として番組表に記載されていたが、出演は叶わなかった。
通夜には協会理事、巡業部時代に黒姫山に世話になった親方衆20数人、その他角界関係者を含めた約250人が参列した。初土俵同期の渡辺大五郎（元高見山）が「私たち同期は36人いました。私は19歳で彼は15歳。残念です。ぶつかり稽古がうまくて巡業ではいつも『胸を出してやってくれ』と巡業部長に頼まれていました。いい人で、ものすごく健康だったのに」としのんだ。
2023年4月、孫（長女の息子で、田中山の従弟）の藤原海斗が時津風部屋に入門した。2025年7月場所をもって現役を引退した。
同年7月場所、長男の息子の田中山が「黒姫山」に改名（下の名前は本名と同じ「虎之介」）。41年ぶりに番付表に「黒姫山」の名前が戻ることとなった。

## 主な成績
- 通算成績：677勝691敗2休　勝率.495
- 幕内成績：510勝570敗　勝率.472
- 通算在位：108場所
- 幕内在位：72場所
- 三役在位：18場所（関脇8場所[2]、小結10場所）
- 三賞：8回
  - 殊勲賞：4回（1971年11月場所、1977年5月場所、1979年1月場所、1979年3月場所）[2]
  - 敢闘賞：3回（1970年1月場所、1973年11月場所、1978年11月場所）[2]
  - 技能賞：1回（1971年7月場所）[2]
- 金星：6個（北の富士1個、琴櫻1個、輪島1個、北の湖3個）[2]

### 場所別成績
| | 一月場所 初場所（東京） | 三月場所 春場所（大阪） | 五月場所 夏場所（東京） | 七月場所 名古屋場所（愛知） | 九月場所 秋場所（東京） | 十一月場所 九州場所（福岡） |
| --- | ----------------------- | ----------------------- | ----------------------- | --------------------------- | ----------------------- | --------------------------- |
| 1964年 （昭和39年） | x                       | （前相撲）              | 東序ノ口6枚目 4–3       | 東序二段100枚目 5–2         | 西序二段46枚目 5–2      | 東序二段筆頭 4–3            |
| 1965年 （昭和40年） | 西三段目80枚目 3–4      | 西三段目95枚目 1–4–2    | 西序二段21枚目 5–2      | 西三段目75枚目 5–2          | 東三段目45枚目 3–4      | 東三段目55枚目 4–3          |
| 1966年 （昭和41年） | 西三段目44枚目 5–2      | 東三段目21枚目 4–3      | 西三段目12枚目 2–5      | 西三段目31枚目 5–2          | 東幕下96枚目 5–2        | 西幕下69枚目 5–2            |
| 1967年 （昭和42年） | 東幕下53枚目 4–3        | 西幕下43枚目 5–2        | 西幕下38枚目 4–3        | 西幕下29枚目 6–1            | 西幕下12枚目 5–2        | 東幕下6枚目 2–5             |
| 1968年 （昭和43年） | 西幕下20枚目 3–4        | 東幕下25枚目 6–1        | 東幕下9枚目 5–2         | 東幕下3枚目 5–2             | 西幕下筆頭 3–4          | 西幕下4枚目 5–2             |
| 1969年 （昭和44年） | 西幕下筆頭 5–2          | 西十両10枚目 10–5       | 西十両2枚目 9–6         | 西前頭11枚目 4–11           | 西十両4枚目 11–4        | 東前頭12枚目 9–6            |
| 1970年 （昭和45年） | 東前頭5枚目 9–6 敢      | 東前頭筆頭 3–12         | 東前頭10枚目 8–7        | 西前頭5枚目 6–9             | 西前頭6枚目 9–6         | 西小結 6–9                  |
| 1971年 （昭和46年） | 西前頭筆頭 4–11         | 東前頭4枚目 7–8         | 西前頭4枚目 6–9         | 西前頭5枚目 10–5 技         | 西小結 5–10             | 西前頭2枚目 11–4 殊★        |
| 1972年 （昭和47年） | 西小結 5–10             | 西前頭4枚目 7–8         | 東前頭6枚目 8–7         | 西前頭3枚目 8–7             | 東前頭2枚目 7–8         | 東前頭4枚目 7–8             |
| 1973年 （昭和48年） | 西前頭5枚目 9–6         | 東前頭筆頭 8–7 ★        | 西小結 6–9              | 西前頭2枚目 6–9             | 東前頭4枚目 7–8         | 西前頭5枚目 11–4 敢         |
| 1974年 （昭和49年） | 西張出小結 8–7          | 東小結 8–7              | 東小結 9–6              | 西張出関脇 7–8              | 西張出小結 9–6          | 西関脇 9–6                  |
| 1975年 （昭和50年） | 西張出関脇 8–7          | 西関脇 3–12             | 西前頭4枚目 6–9 ★       | 東前頭7枚目 8–7             | 東前頭4枚目 6–9         | 西前頭7枚目 8–7             |
| 1976年 （昭和51年） | 西前頭4枚目 7–8         | 西前頭6枚目 6–9         | 東前頭10枚目 8–7        | 西前頭7枚目 8–7             | 西前頭5枚目 9–6         | 東小結 8–7                  |
| 1977年 （昭和52年） | 東小結 8–7              | 東関脇 8–7              | 東関脇 8–7 殊           | 東関脇 3–12                 | 西前頭7枚目 9–6         | 西前頭筆頭 5–10             |
| 1978年 （昭和53年） | 西前頭6枚目 8–7         | 西前頭3枚目 5–10        | 西前頭8枚目 8–7         | 東前頭5枚目 5–10            | 西前頭9枚目 7–8         | 東前頭10枚目 9–6 敢★        |
| 1979年 （昭和54年） | 西前頭3枚目 8–7 殊★     | 西前頭筆頭 8–7 殊★      | 西関脇 4–11             | 東前頭4枚目 7–8             | 西前頭6枚目 6–9         | 東前頭9枚目 8–7             |
| 1980年 （昭和55年） | 東前頭4枚目 5–10        | 西前頭10枚目 9–6        | 西前頭4枚目 5–10        | 西前頭7枚目 8–7             | 東前頭5枚目 6–9         | 西前頭8枚目 8–7             |
| 1981年 （昭和56年） | 東前頭4枚目 5–10        | 東前頭9枚目 6–9         | 東前頭11枚目 9–6        | 東前頭9枚目 4–11            | 西十両筆頭 6–9          | 東十両5枚目 6–9             |
| 1982年 （昭和57年） | 西十両8枚目 引退 2–10–0 | x                       | x                       | x                           | x                       | x                           |
| 各欄の数字は、「勝ち-負け-休場」を示す。 優勝 引退 休場 十両 幕下 三賞：敢=敢闘賞、殊=殊勲賞、技=技能賞 その他：★=金星 番付階級：幕内 - 十両 - 幕下 - 三段目 - 序二段 - 序ノ口 幕内序列：横綱 - 大関 - 関脇 - 小結 - 前頭（「#数字」は各位内の序列） |                         |                         |                         |                             |                         |                             |

### 幕内対戦成績
| 力士名      | 勝数  | 負数 | 力士名   | 勝数 | 負数 | 力士名    | 勝数 | 負数 | 力士名     | 勝数 | 負数 |
| ----------- | ----- | ---- | -------- | ---- | ---- | --------- | ---- | ---- | ---------- | ---- | ---- |
| 青葉城      | 7     | 8    | 青葉山   | 15   | 3    | 朝汐(4代) | 3    | 2    | 浅瀬川     | 3    | 1    |
| 朝登        | 1     | 1    | 東洋     | 7    | 3    | 天ノ山    | 3    | 3    | 荒勢       | 13   | 18   |
| 大潮        | 5     | 6    | 巨砲     | 2    | 2    | 大錦      | 6    | 5    | 大登       | 1    | 1    |
| 大鷲        | 1     | 3    | 魁輝     | 6    | 7    | 魁傑      | 9    | 17   | 魁罡       | 1    | 0    |
| 海乃山      | 1     | 0    | 影虎     | 1    | 1    | 和晃      | 2    | 1    | 北瀬海     | 12   | 6    |
| 北の湖      | 8     | 26   | 北の富士 | 3    | 12   | 清國      | 1    | 9    | 麒麟児     | 12   | 15   |
| 蔵間        | 6     | 5    | 黒瀬川   | 5    | 5    | 高鐵山    | 1    | 0    | 高鉄山     | 5    | 4    |
| 琴風        | 3     | 3    | 琴ヶ嶽   | 0    | 1    | 琴櫻      | 5    | 10   | 琴千歳     | 1    | 0    |
| 琴乃富士    | 1     | 0    | 琴若     | 4    | 1    | 金剛      | 9    | 9    | 蔵玉錦     | 2    | 5    |
| 佐田の海    | 2     | 3    | 嗣子鵬   | 1    | 2    | 白田山    | 0    | 2    | 神幸       | 1    | 0    |
| 大旺        | 2     | 0    | 大峩     | 6    | 5    | 大麒麟    | 7    | 13   | 大觥       | 1    | 1    |
| 大受        | 11    | 12   | 大寿山   | 0    | 2    | 大雪      | 2    | 4    | 大鵬       | 1    | 2    |
| 大文字      | 0     | 1    | 大雄     | 2    | 4    | 大竜川    | 5    | 1    | 隆の里     | 4    | 7    |
| 貴ノ花      | 16    | 23   | 隆三杉   | 0    | 1    | 高見山    | 22   | 24   | 谷嵐       | 3    | 1    |
| 玉輝山      | 8     | 4    | 玉の海   | 0    | 4    | 玉ノ富士  | 8    | 8    | 千代の富士 | 6    | 2    |
| 照櫻        | 1     | 1    | 出羽の花 | 3    | 6    | 天龍      | 4    | 0    | 闘竜       | 3    | 2    |
| 時葉山      | 6     | 4    | 栃赤城   | 4    | 4    | 栃東      | 10   | 9    | 栃勇       | 2    | 3    |
| 栃王山      | 4     | 3    | 栃光     | 9    | 8    | 栃富士    | 4    | 0    | 長谷川     | 14   | 11   |
| 花光        | 0     | 2    | 播竜山   | 3    | 4    | 飛騨ノ花  | 0    | 1    | 福の花     | 11   | 8    |
| 富士櫻      | 13    | 15   | 藤ノ川   | 2    | 4    | 二子岳    | 10   | 5    | 双津竜     | 8    | 5    |
| 鳳凰        | 1     | 3    | 北天佑   | 1    | 1    | 前の山    | 7    | 8    | 増位山     | 14   | 20   |
| 舛田山      | 5     | 5    | 三重ノ海 | 13   | 21   | 明武谷    | 1    | 1    | 陸奥嵐     | 6    | 5    |
| 豊山        | 15    | 11   | 吉王山   | 1    | 3    | 義ノ花    | 3    | 3    | 琉王       | 3    | 2    |
| 龍虎        | 10(1) | 3    | 若獅子   | 7    | 4    | 若島津    | 2    | 1    | 若ノ海     | 6    | 3    |
| 若乃花(2代) | 5     | 18   | 若二瀬   | 6    | 4    | 輪島      | 7(1) | 24   | 鷲羽山     | 9    | 13   |

## 年寄変遷
- 錦島 秀男（にしきじま ひでお）1982年1月-1982年10月
- 山響 秀男（やまひびき -）1982年10月-1983年5月
- 出来山 秀男（できやま -）1983年5月-1988年1月
- 北陣 秀男（きたじん -）1988年1月-1988年2月
- 武隈 秀男（たけくま -）1988年2月-2013年11月